# ميكيتا تسميه
ميكيتا تسميه (مواليد 15 أبريل 1997) هو سبّاح من روسيا البيضاء، مثّل بلاده في الألعاب الأولمبية الصيفية 2016.

## روابط خارجية
ميكيتا تسميه على موقع الاتحاد الدولي للسباحة (الإنجليزية)
- ميكيتا تسميه على موقع أوليمبيديا (الإنجليزية)